# New Volley Libertas 2014-2015
Questa voce raccoglie le informazioni riguardanti il New Volley Libertas nelle competizioni ufficiali della stagione 2014-2015.

## Stagione

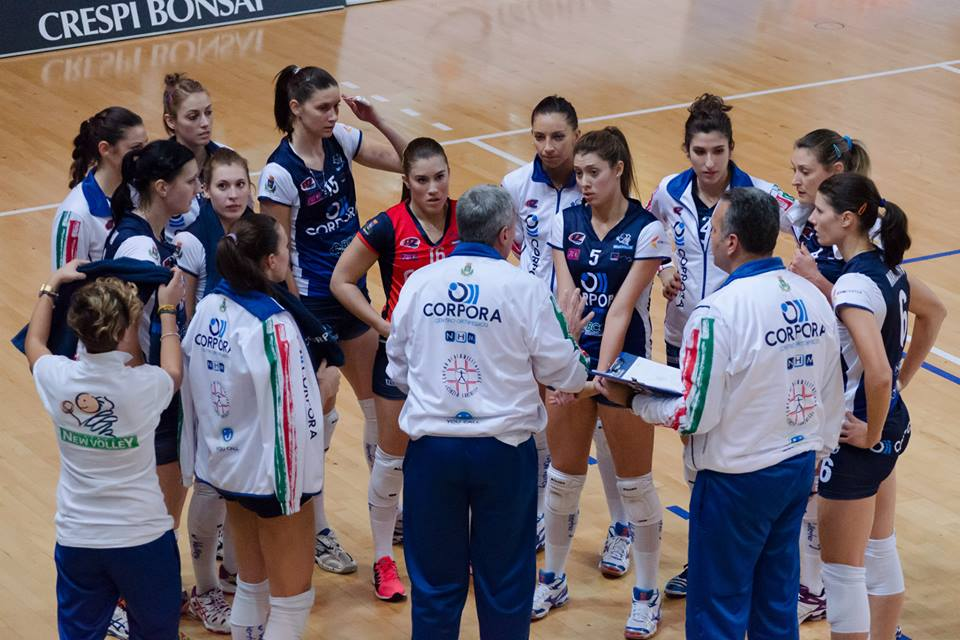
La squadra durante un time out

La stagione 2014-15 è stata per il New Volley Libertas, sponsorizzato dalla Corpora, la seconda consecutiva in Serie A2: a livello societario il club sposta la propria sede da Gricignano d'Aversa ad Aversa. Rispetto all'annata precedente viene confermato l'allenatore Luciano Della Volpe, mentre della rosa è confermata solamente Elena Drozina: tra gli acquisti figurano quelli di Marina Cvetanović, Bernadett Dékány, Chiara Lapi, Melissa Donà, Vendula Měrková e Daniela Nardini, e tra le cessioni quelle di Sara Carrara, Angela Gabbiadini, Sara Giuliodori, Nikola Šenková, Ekaterina Karalyus, Giulia Pascucci e Vittoria Repice.
Il campionato si apre con il successo sulla Pro Victoria, a cui seguono due sconfitte consecutive: dopo la vittoria sul Club Italia ed un nuovo stop contro la Pallavolo Piacentina, la squadra di Aversa vince cinque gare di fila; conclude il girone di andata con una sconfitta ed un successo, finendo al quarto posto in classifica e qualificandosi per la Coppa Italia di Serie A2. Il girone di ritorno regala qualche successo in meno al club campano, solo quattro, di cui uno in casa alla quindicesima giornata ai danni del Pavia Volley e tre in trasferta: il New Volley Libertas chiude la regular season al sesto posto in classifica, accedendo ai play-off promozione; tuttavia viene eliminato già nei quarti di finale dalla Beng Rovigo Volley che vince sia la gara di andata che quella di ritorno.
Qualificato alla Coppa Italia di Serie A2 grazie al quarto posto al termine del girone di andata della Serie A2 2014-15, il New Volley Libertas viene immediatamente eliminato nei quarti di finali dalla Trentino Rosa: infatti dopo aver perso la gara di andata per 3-0, vince quella di ritorno per 3-2, eliminato per un peggior quoziente set.

## Organigramma societario
Area direttiva
- Presidente: Tina Musto

Area organizzativa
- Direttore sportivo: Federico Santulli
- Direttore generale: Raffaele Della Volpe
- Dirigente: Raffaele Petrarca, Raffaele Carpiniello

Area tecnica
- Allenatore: Luciano Della Volpe
- Allenatore in seconda: Alessandro Quinto
- Assistente allenatore: Antonio Nuzzo, Fabio Parisi
- Scout man: Luigi Fiorillo

Area sanitaria
- Medico: Andrea Caiazzo
- Fisioterapista: Francesco Barbato, Raffaella Franzese
- Preparatore atletico: Alfredo Diana

## Rosa
| N° | Nome              | Ruolo | Data di nascita   | Nazionalità sportiva |
| -- | ----------------- | ----- | ----------------- | -------------------- |
| 2  | Alessandra Focosi | P     | 2 marzo 1995      | Italia               |
| 3  | Vendula Měrková   | S/O   | 3 marzo 1988      | Rep. Ceca            |
| 4  | Elena Drozina     | P     | 15 giugno 1978    | Italia               |
| 5  | Marianna Ferrara  | S     | 29 ottobre 1996   | Italia               |
| 6  | Daniela Nardini   | C     | 18 dicembre 1982  | Italia               |
| 9  | Melissa Donà      | S     | 11 aprile 1982    | Italia               |
| 11 | Lisa Cheli        | C     | 11 maggio 1992    | Italia               |
| 12 | Bernadett Dékány  | S     | 30 giugno 1992    | Ungheria             |
| 13 | Tiziana Veglia    | C     | 13 settembre 1992 | Italia               |
| 15 | Marina Cvetanović | S     | 14 febbraio 1996  | Slovenia             |
| 16 | Simona Minervini  | L     | 27 agosto 1994    | Italia               |
| 17 | Alice Giampietri  | L     | 22 febbraio 1995  | Italia               |
| 18 | Chiara Lapi       | C     | 3 marzo 1991      | Italia               |

## Mercato
| Acquisti | Acquisti          | Acquisti        | Acquisti   |
| R.       | Nome              | da              | Modalità   |
| -------- | ----------------- | --------------- | ---------- |
| C        | Lisa Cheli        | inattiva        | definitivo |
| S        | Marina Cvetanović | Muszyna         | definitivo |
| S        | Bernadett Dékány  | Antares         | definitivo |
| S        | Melissa Donà      | Imoco           | definitivo |
| S        | Marianna Ferrara  | Rota            | definitivo |
| P        | Alessandra Focosi | San Casciano    | definitivo |
| L        | Alice Giampietri  | Bari            | definitivo |
| C        | Chiara Lapi       | Savino Del Bene | definitivo |
| S/O      | Vendula Měrková   | Suhl            | definitivo |
| L        | Simona Minervini  | Antares         | definitivo |
| C        | Daniela Nardini   | Beng Rovigo     | definitivo |
| C        | Tiziana Veglia    | Red             | definitivo |

| Cessioni | Cessioni            | Cessioni        | Cessioni   |
| R.       | Nome                | a               | Modalità   |
| -------- | ------------------- | --------------- | ---------- |
| L        | Sara Carrara        | ?               | definitivo |
| S        | Mariangela Di Cecca | Polis Corato    | definitivo |
| L        | Giorgia Faraone     | Nettuno         | definitivo |
| S        | Angela Gabbiadini   | VolAlto Caserta | definitivo |
| C        | Sara Giuliodori     | Piacentina      | definitivo |
| S/O      | Ekaterina Karalyus  | Cutrofiano      | definitivo |
| L        | Simona Minervini    | -               | ritirata   |
| S/O      | Giulia Pascucci     | San Casciano    | definitivo |
| C        | Vittoria Repice     | Neruda          | definitivo |
| C        | Valentina Russo     | Idea            | definitivo |
| P        | Simona Sannino      | Altino          | definitivo |
| S        | Nikola Šenková      | HPK Naiset      | definitivo |
| C        | Ylenia Vanni        | ?               | definitivo |
| C        | Tiziana Veglia      | Neruda          | definitivo |

## Risultati

### Serie A2

#### Girone di andata
| 1ª giornata - 2 novembre 2014 PalaJacazzi, Aversa                  | Libertas Aversa        | 3 - 2 | Pro Victoria    | 23-25, 25-22, 25-19, 14-25, 15-12 |
| 2ª giornata - 9 novembre 2014 PalaRavizza, Pavia                   | Pavia                  | 3 - 1 | Libertas Aversa | 25-27, 25-15, 25-19, 25-19        |
| 3ª giornata - 16 novembre 2014 PalaJacazzi, Aversa                 | Libertas Aversa        | 0 - 3 | Neruda          | 19-25, 12-25, 17-25               |
| 4ª giornata - 22 novembre 2014 Centro Pavesi, Milano               | Club Italia            | 2 - 3 | Libertas Aversa | 23-25, 25-16, 25-21, 25-27, 5-15  |
| 5ª giornata - 29 novembre 2014 PalaFranzanti, Piacenza             | Piacentina             | 3 - 2 | Libertas Aversa | 22-25, 25-16, 19-25, 25-22, 16-14 |
| 6ª giornata - 7 dicembre 2014 PalaJacazzi, Aversa                  | Libertas Aversa        | 3 - 0 | Filottrano      | 25-18, 25-18, 25-22               |
| 7ª giornata - 10 dicembre 2014 Geopalace, Olbia                    | Hermaea                | 1 - 3 | Libertas Aversa | 19-25, 16-25, 25-22, 22-25        |
| 8ª giornata - 14 dicembre 2014 PalaJacazzi, Aversa                 | Libertas Aversa        | 3 - 0 | Soverato        | 26-24, 25-19, 25-20               |
| 10ª giornata - 26 dicembre 2014 PalaJacazzi, Aversa                | Libertas Aversa        | 3 - 0 | VolAlto Caserta | 25-22, 25-14, 25-14               |
| 11ª giornata - 4 gennaio 2015 PalaJacazzi, Aversa                  | Libertas Aversa        | 3 - 2 | Trentino Rosa   | 18-25, 21-25, 25-17, 25-20, 15-8  |
| 12ª giornata - 11 gennaio 2015 Palasport Città di Vicenza, Vicenza | Obiettivo Risarcimento | 3 - 1 | Libertas Aversa | 25-23, 25-19, 22-25, 25-18        |
| 13ª giornata - 18 gennaio 2015 PalaJacazzi, Aversa                 | Libertas Aversa        | 3 - 2 | Beng Rovigo     | 26-24, 21-25, 25-19, 21-25, 15-10 |

#### Girone di ritorno
| 14ª giornata - 24 gennaio 2015 Palazzetto dello Sport, Monza | Pro Victoria    | 3 - 1 | Libertas Aversa        | 25-22, 19-25, 25-17, 25-18        |
| 15ª giornata - 1º febbraio 2015 PalaJacazzi, Aversa          | Libertas Aversa | 3 - 0 | Pavia                  | 25-22, 25-22, 25-19               |
| 16ª giornata - 8 febbraio 2015 PalaResia, Bolzano            | Neruda          | 3 - 2 | Libertas Aversa        | 18-25, 25-15, 25-18, 22-25, 15-8  |
| 17ª giornata - 15 febbraio 2015 PalaJacazzi, Aversa          | Libertas Aversa | 1 - 3 | Club Italia            | 25-20, 19-25, 14-25, 16-25        |
| 18ª giornata - 22 febbraio 2015 PalaJacazzi, Aversa          | Libertas Aversa | 2 - 3 | Piacentina             | 25-17, 22-25, 25-18, 21-25, 11-15 |
| 19ª giornata - 8 marzo 2015 PalaBaldinelli, Osimo            | Filottrano      | 2 - 3 | Libertas Aversa        | 24-26, 25-12, 25-18, 22-25, 14-16 |
| 20ª giornata - 11 marzo 2015 PalaJacazzi, Aversa             | Libertas Aversa | 1 - 3 | Hermaea                | 25-19, 25-27, 21-25, 23-25        |
| 21ª giornata - 15 marzo 2015 PalaScoppa, Soverato            | Soverato        | 3 - 1 | Libertas Aversa        | 25-12, 25-20, 15-25, 25-20        |
| 23ª giornata - 29 marzo 2015 Palazzetto dello Sport, Caserta | VolAlto Caserta | 0 - 3 | Libertas Aversa        | 14-25, 23-25, 21-25               |
| 24ª giornata - 4 aprile 2015 PalaSanbapolis, Trento          | Trentino Rosa   | 3 - 0 | Libertas Aversa        | 25-19, 25-19, 25-21               |
| 25ª giornata - 8 aprile 2015 PalaJacazzi, Aversa             | Libertas Aversa | 2 - 3 | Obiettivo Risarcimento | 23-25, 25-23, 26-28, 25-21, 10-15 |
| 26ª giornata - 12 aprile 2015 Palazzetto dello Sport, Rovigo | Beng Rovigo     | 1 - 3 | Libertas Aversa        | 22-25, 23-25, 25-21, 16-25        |

#### Play-off promozione
| Quarti di finale (andata) - 15 aprile 2015 PalaJacazzi, Aversa             | Libertas Aversa | 1 - 3 | Beng Rovigo     | 32-34, 18-25, 25-21, 21-25        |
| Quarti di finale (ritorno) - 19 aprile 2015 Palazzetto dello Sport, Rovigo | Beng Rovigo     | 3 - 2 | Libertas Aversa | 25-22, 23-25, 25-20, 15-25, 15-13 |

### Coppa Italia di Serie A2

#### Fase a eliminazione diretta
| Quarti di finale (andata) - 21 gennaio 2015 PalaSanbapolis, Trento | Trentino Rosa   | 3 - 0 | Libertas Aversa | 25-15, 25-15, 25-16        |
| Quarti di finale (ritorno) - 20 gennaio 2015 PalaJacazzi, Aversa   | Libertas Aversa | 3 - 1 | Trentino Rosa   | 17-25, 25-17, 25-23, 25-18 |

## Statistiche

### Statistiche di squadra
| Competizione             | Punti | In casa | In casa | In casa | In trasferta | In trasferta | In trasferta | Totale | Totale | Totale |
| Competizione             | Punti | G       | V       | P       | G            | V            | P            | G      | V      | P      |
| ------------------------ | ----- | ------- | ------- | ------- | ------------ | ------------ | ------------ | ------ | ------ | ------ |
| Serie A2                 | 35    | 13      | 7       | 6       | 13           | 5            | 8            | 26     | 12     | 14     |
| Coppa Italia di Serie A2 | -     | 1       | 1       | 0       | 1            | 0            | 1            | 2      | 1      | 1      |
| Totale                   | -     | 14      | 8       | 6       | 14           | 5            | 9            | 28     | 13     | 15     |

G = partite giocate; V = partite vinte; P = partite perse

### Statistiche dei giocatori
| Giocatore     | Serie A2 | Serie A2 | Serie A2 | Serie A2 | Serie A2 | Coppa Italia di Serie A2 | Coppa Italia di Serie A2 | Coppa Italia di Serie A2 | Coppa Italia di Serie A2 | Coppa Italia di Serie A2 | Totale | Totale | Totale | Totale | Totale |
| Giocatore     | P        | PT       | AV       | MV       | BV       | P                        | PT                       | AV                       | MV                       | BV                       | P      | PT     | AV     | MV     | BV     |
| ------------- | -------- | -------- | -------- | -------- | -------- | ------------------------ | ------------------------ | ------------------------ | ------------------------ | ------------------------ | ------ | ------ | ------ | ------ | ------ |
| L. Cheli      | 5        | 13       | ?        | ?        | ?        | 0                        | 0                        | 0                        | 0                        | 0                        | 5      | 13     | ?      | ?      | ?      |
| M. Cvetanović | 25       | 362      | ?        | ?        | ?        | 2                        | 8                        | 6                        | 2                        | 0                        | 27     | 370    | ?      | ?      | ?      |
| B. Dékány     | 26       | 319      | ?        | ?        | ?        | 2                        | 31                       | 23                       | 2                        | 6                        | 28     | 350    | ?      | ?      | ?      |
| M. Donà       | 26       | 240      | ?        | ?        | ?        | 1                        | 1                        | 0                        | 0                        | 1                        | 27     | 241    | ?      | ?      | ?      |
| E. Drozina    | 26       | 88       | ?        | ?        | ?        | 2                        | 2                        | 2                        | 0                        | 0                        | 28     | 90     | ?      | ?      | ?      |
| M. Ferrara    | 16       | 31       | ?        | ?        | ?        | 2                        | 19                       | 18                       | 0                        | 1                        | 18     | 50     | ?      | ?      | ?      |
| A. Focosi     | 13       | 3        | ?        | ?        | ?        | 2                        | 2                        | 2                        | 0                        | 0                        | 15     | 5      | ?      | ?      | ?      |
| A. Giampietri | 18       | 2        | ?        | ?        | ?        | 2                        | -                        | -                        | -                        | -                        | 20     | 2      | ?      | ?      | ?      |
| C. Lapi       | 26       | 221      | ?        | ?        | ?        | 2                        | 12                       | 9                        | 3                        | 0                        | 28     | 233    | ?      | ?      | ?      |
| V. Měrková    | 14       | 121      | ?        | ?        | ?        | 2                        | 11                       | 8                        | 3                        | 0                        | 16     | 132    | ?      | ?      | ?      |
| S. Minervini  | 14       | -        | -        | -        | -        | 1                        | -                        | -                        | -                        | -                        | 15     | -      | -      | -      | -      |
| D. Nardini    | 26       | 262      | ?        | ?        | ?        | 2                        | 18                       | 14                       | 2                        | 2                        | 28     | 280    | ?      | ?      | ?      |
| T. Veglia     | 1        | 1        | ?        | ?        | ?        | -                        | -                        | -                        | -                        | -                        | 1      | 1      | ?      | ?      | ?      |

P = presenze; PT = punti totali; AV = attacchi vincenti; MV = muri vincenti; BV = battute vincenti